# Liste des châteaux de Highland
Cette liste recense les principaux châteaux du council area de Highland en Écosse.

## Liste
| Nom                               | Type              | Date                 | Condition             | Propriétaire                       | Localisation                            | Notes                                                                                        | Image         |
| --------------------------------- | ----------------- | -------------------- | --------------------- | ---------------------------------- | --------------------------------------- | -------------------------------------------------------------------------------------------- | ------------- |
| Château d'Achnacarry              | Maison baronniale | 1802                 | Préservé              | Clan Cameron                       | Achnacarry, 56° 56′ 51″ N, 5° 00′ 05″ O | Classé en catégorie B. Construit à l'emplacement d'un château du XVIIe siècle.               |               |
| Tour d'Ackergill                  | Maison-tour       | XVe siècle           | Préservé              | Privé                              | Wick, 58° 28′ 31″ N, 3° 06′ 43″ O       | Classé en catégorie A.                                                                       |               |
| Château d'Ardtornish              |                   | XIVe siècle          | En ruines             |                                    | Morvern, 56° 31′ 09″ N, 5° 45′ 14″ O    |                                                                                              |               |
| Château d'Ardvreck                | Donjon            | XVIe siècle          | En ruines             |                                    | Assynt, 58° 09′ 59″ N, 4° 59′ 40″ O     | Classé en catégorie B.                                                                       |               |
| Château d'Armadale                | Manoir            | XIXe siècle          | En ruines             | Clan Donald Centre                 | Armadale, 57° 04′ 22″ N, 5° 53′ 56″ O   | Classé en catégorie B.                                                                       |               |
| Château de Balnagown              | Maison-tour       | XVIe siècle          | Restauré              | Mohamed Al Fayed                   | Kildary, 57° 44′ 58″ N, 4° 04′ 50″ O    | Classé en catégorie B.                                                                       |               |
| Château de Beaufort (Écosse) (en) | Maison baronniale | 1880                 | Préservé              | Stagecoach Group plc               | Beauly, 57° 27′ 10″ N, 4° 29′ 26″ O     | Classé en catégorie A.                                                                       |               |
| Château de Borve                  | Maison-tour       | XIVe siècle          | En ruines             |                                    | Benbecula, 57° 25′ 50″ N, 7° 22′ 38″ O  | Également appelé château de Wearie.                                                          |               |
| Château de Borve                  |                   |                      | En ruines             |                                    | Farr, 58° 32′ 46″ N, 4° 11′ 36″ O       |                                                                                              |               |
| Château de Braal                  | Maison-tour       | XIVe siècle          | En ruines             | Privé                              | Halkirk, 58° 31′ 17″ N, 3° 29′ 00″ O    | Également appelé château de Brathwell.                                                       |               |
| Château de Brahan                 |                   | 1611                 | Disparu               |                                    | Dingwall, 57° 33′ 25″ N, 4° 29′ 21″ O   |                                                                                              |               |
| Château de Brims                  | Maison-tour       | XVIe siècle          | En ruines             |                                    | Thurso, 58° 37′ 00″ N, 3° 38′ 55″ O     | Classé en catégorie B.                                                                       |               |
| Château de Carbisdale             | Maison baronniale | XIXe siècle          | Préservé              | Scottish Youth Hostels Association | Culrain, 57° 55′ 32″ N, 4° 24′ 32″ O    | Classé en catégorie B.                                                                       |               |
| Château de Chanonry of Ross       |                   |                      |                       |                                    |                                         |                                                                                              |               |
| Château de Cawdor                 | Historic House    |                      |                       |                                    |                                         |                                                                                              | Cawdor        |
| Château de Craig                  |                   |                      |                       |                                    |                                         |                                                                                              |               |
| Château de Dalcross               |                   |                      |                       |                                    |                                         |                                                                                              |               |
| Château de Dingwall               | En ruines         |                      |                       |                                    | Dingwall                                |                                                                                              |               |
| Château de Dornoch                |                   |                      |                       |                                    |                                         |                                                                                              |               |
| Château de Dounreay               |                   |                      |                       |                                    |                                         | See Dounreay                                                                                 |               |
| Château de Dunbeath               |                   |                      |                       |                                    |                                         |                                                                                              |               |
| Château de Dun Ringill            |                   |                      |                       |                                    |                                         |                                                                                              |               |
| Château de Dunrobin               |                   |                      |                       |                                    |                                         | Castle open                                                                                  |               |
| Château de Dunscaith              |                   | XIIIe ou XIVe siècle | En ruines             |                                    | Slèite 57° 08′ 12″ N, 5° 58′ 33″ O      |                                                                                              |               |
| Château de Duntulm                |                   |                      |                       |                                    |                                         |                                                                                              |               |
| Château de Dunvegan               | Historic House    |                      |                       |                                    |                                         | fairy flag of the McLeods                                                                    |               |
| Château d'Eilean Donan            |                   |                      |                       |                                    | Dornie                                  |                                                                                              | Eilean Donan  |
| Château d'Erchless                |                   |                      |                       | Privé Propriétaire                 | Struy                                   |                                                                                              |               |
| Château de Foulis                 |                   |                      |                       |                                    |                                         |                                                                                              |               |
| Château de Forse                  |                   |                      |                       |                                    |                                         |                                                                                              |               |
| Château de Freswick               |                   |                      |                       |                                    |                                         |                                                                                              |               |
| Château de Glengarry              |                   |                      |                       |                                    |                                         |                                                                                              |               |
| Château de Grant                  |                   |                      |                       |                                    |                                         |                                                                                              |               |
| Château de Helmsdale              |                   | XVe siècle           |                       |                                    | Helmsdale, Sutherland                   | Demolished in the 1970s                                                                      |               |
| Château d'Invergarry              |                   | XVIIe siècle         |                       |                                    |                                         | En ruines under preservation                                                                 |               |
| Château d'Inverlochy              | En ruines         |                      |                       |                                    |                                         |                                                                                              |               |
| Château d'Inverness               |                   |                      |                       |                                    |                                         |                                                                                              |               |
| Château de Keiss                  |                   |                      | En ruines             |                                    |                                         |                                                                                              |               |
| Château de Kilravock              |                   |                      |                       |                                    |                                         | Rose family                                                                                  | Kilravock     |
| Château de Kinloch                |                   |                      |                       |                                    |                                         |                                                                                              |               |
| Château de Kinlochaline           |                   |                      |                       |                                    |                                         |                                                                                              | Kinlochaline  |
| Château de Knock                  |                   |                      | En ruines             |                                    |                                         |                                                                                              |               |
| Château de Leod                   |                   |                      |                       |                                    |                                         |                                                                                              |               |
| Château de Lochindorb             |                   |                      |                       |                                    |                                         |                                                                                              |               |
| Château de Mey                    | Historic House    | plan en Z            |                       |                                    |                                         |                                                                                              |               |
| Château de Milntown               |                   |                      |                       |                                    |                                         |                                                                                              |               |
| Château de Mingarry               |                   |                      |                       |                                    |                                         |                                                                                              | Mingarry      |
| Château de Moil                   | Donjon            | XVe siècle           | En ruines             |                                    | Kyleakin, 57° 16′ 19″ N, 5° 43′ 15″ O   | Également appelé château de Moal, Caisteal Maol, Dun Akyn, château de Dunakin et Dun Haakon. |               |
| Château de Moniack                |                   |                      |                       |                                    |                                         |                                                                                              |               |
| Château de Newmore                |                   |                      |                       |                                    |                                         |                                                                                              |               |
| Château d'Ormlie                  |                   |                      |                       |                                    |                                         |                                                                                              |               |
| Château d'Ormond                  |                   |                      |                       |                                    |                                         | Also known as Avoch Castle                                                                   |               |
| Château de Rait                   |                   |                      |                       |                                    |                                         |                                                                                              |               |
| Château de Red                    |                   |                      |                       |                                    |                                         |                                                                                              |               |
| Château de Scrabster              |                   |                      |                       |                                    |                                         |                                                                                              |               |
| Château de Sinclair & Girnigoe    |                   |                      |                       |                                    |                                         |                                                                                              |               |
| Château de Skibo                  |                   |                      |                       |                                    |                                         |                                                                                              |               |
| Château de Strome                 |                   |                      |                       | National Trust for Scotland        |                                         |                                                                                              |               |
| Château Stuart                    | Maison-tour       | 1625                 | Restauré as residence | Privé                              |                                         |                                                                                              | Castle Stuart |
| Château de Teaninich              |                   |                      |                       |                                    |                                         |                                                                                              |               |
| Château Tioram                    |                   |                      |                       |                                    |                                         |                                                                                              |               |
| Château de Tor                    |                   |                      |                       |                                    |                                         |                                                                                              |               |
| Château de Tulloch                |                   |                      |                       |                                    |                                         |                                                                                              |               |
| Château d'Urquhart                |                   |                      |                       | Historic Scotland                  |                                         |                                                                                              | Urquhart      |